# Justicia, Encuentro y Perdón
Justicia, Encuentro y Perdón (JEP) es una organización no gubernamental venezolana de derechos humanos. La ONG atiende violaciones a los derechos humanos, particularmente las detenciones arbitrarias y las ejecuciones extrajudiciales en el contexto de manifestaciones pacíficas.

## Historia
El 10 de diciembre de 2020, en el Día Internacional de los Derechos Humanos, la organización abrió virtualmente el Museo de la Memoria y la Represión, el cual documenta violencia política a partir de las protestas en Venezuela de 2014 y registra crónicas de los eventos, fotografías y material audiovisual.
En abril de 2023, JEP publicó un informe sobre la impunidad en asesinatos motivados por razones políticas en el país, registrando 334 casos entre 2014 y la publicación del informe. Entre otras conclusiones, el informe determinó que de los 334 casos, 248 casos documentados (equivalente a un 74,25%) se encontraban estancados en la Fase Preparatoria procesal, demostrando una demora injustificada de hasta nueve años.En 2024, la ONG estuvo entre las organizaciones que solicitaron la extensión del mandato de la Misión Internacional Independiente de las Naciones Unidas para Venezuela.
El 3 de junio de 2024, la ONG estrenó la serie documental "La dimensión del dolor", la cual cuenta con diez testimonios y aborda el daño colateral para familiares de las víctimas de la represión en Venezuela, incluyendo la "destrucción familiar, amenazas, pobreza, suicidio, estrés postraumático, migración forzada y denegación de justicia".